# Roger Bonvin
Roger Bonvin (Icogne, 12 luglio 1907 – Sion, 5 giugno 1982) è stato un politico svizzero del PPD, consigliere federale dal 1962 al 1973 e Presidente della Confederazione nel 1967 e nel 1973.

## Biografia
Figlio di Pierre-Auguste, geometra e di Adeline Lamon. Studi superiori a Sion e Einsiedeln, conseguì il diploma di ingegnere civile presso il Politecnico federale di Zurigo nel 1932. Fu municipale di Sion tra il 1955 e il 1962 e Consigliere federale tra il 1955 e il 1962; in quell'anno venne eletto Consigliere federale dove diresse il Dipartimento delle finanze e delle dogane (DFF) fino al 1968; in seguito tenne il Dipartimento dei trasporti, delle comunicazioni e dell'energia (DFTCE) fino al 1973, quando lasciò il governo federale. 
Fu presidente della Confederazione nel 1967 e nel 1973. Nell'esercito di milizia elvetico raggiunse il grado di colonnello. Gli imperativi della sicurezza nazionale lo spinsero a propugnare una diversificazione delle fonti di approvvigionamento che privilegiava il gas naturale, non inquinante, e l'elettricità di origine nucleare. 
In materia di trasporti, la cosiddetta croce del Gottardo rappresentò il calvario politico di Bonvin. Per realizzare l'asse est-ovest di questa trasversale ferroviaria alpina promosse la costruzione della galleria di base della Furka; causa le grosse difficoltà tecniche incontrate durante la costruzione, le spese superarono di oltre il 100% i crediti votati nel 1970, suscitando polemiche e accuse. Queste ultime si rivelarono prive di fondamento, ma rattristarono la vecchiaia dell'ex consigliere federale.